# Gaston Ramon

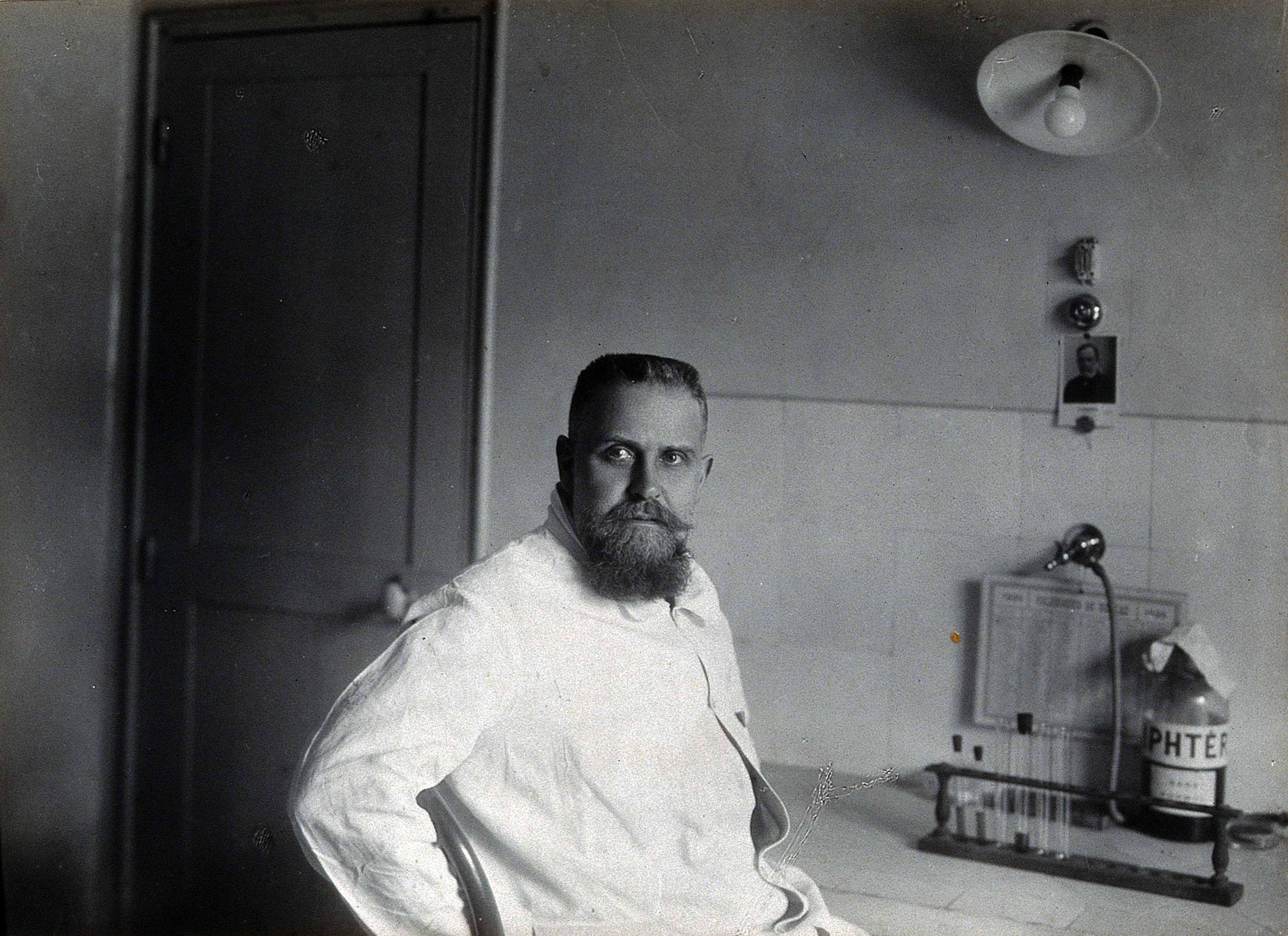
Gaston Ramon

Gaston Ramon (Bellechaume, 30 settembre 1889 – Parigi, 8 giugno 1963) è stato un biologo e veterinario francese, noto per il suo ruolo nel trattamento della difterite e del tetano.

## Biografia
Nacque a Bellechaume ( Yonne, Francia ) e frequentò l'École vétérinaire d'Alfort dal 1906 al 1910. Nel 1917 sposò Marthe Momont, nipote di Emile Roux.
Durante gli anni 20 del XX° secolo, Ramon, insieme a P. Descombey, apportò importanti contributi allo sviluppo di vaccini efficaci sia per la difterite che per il tetano . In particolare, sviluppò un metodo per inattivare la tossina difterica e la tossina tetanica usando la formaldeide. Questa tecnica è utilizzata nella sostanza ancora oggi nella produzione di alcuni vaccini. Ha anche sviluppato un metodo per determinare la potenza dei vaccini, un elemento essenziale richiesto per la produzione riproducibile di questi prodotti farmaceutici.
Ricevette ben 155 voti per la sua candidatura al premio Nobel ma non vinse mai il premio.
Una raccolta dei suoi articoli è conservata presso la National Library of Medicine di Bethesda, nel Maryland.